# Sedum tricarpum
Sedum tricarpum är en fetbladsväxtart som beskrevs av Tomitaro Makino. Sedum tricarpum ingår i Fetknoppssläktet som ingår i familjen fetbladsväxter. Inga underarter finns listade i Catalogue of Life.